# گریس دیگر
گریس دیگر (به انگلیسی: Alias Grace) رمان تاریخی اثر مارگارت اتوود نویسنده کانادایی است و اولین بار در سال ۱۹۹۶ منتشر شد و توانست در همان سال برنده جایزه گیلر شود. بر اساس این رمان مینی‌سریالی با همین نام به کارگردانی ماری هرون و بازی سارا گدون در نقش گریس مارکس در سال ۲۰۱۷ توسط سی‌بی‌سی تله‌ویژن و نت‌فلیکس منتشر شد.

## ترجمه به فارسی
- چ‍ه‍ره پ‍ن‍ه‍ان (گ‍ری‍س دی‍گ‍ر) ت‍رج‍م‍ه ج‍لال ب‍ای‍رام (ت‍ه‍ران: ن‍ی‍ل‍وف‍ر، ۱۳۸۱)[۵]